# 赫雷科巴甫利夫卡
49°26′36″N 34°15′44″E / 49.44333°N 34.26222°E
赫雷科-巴甫利夫卡（烏克蘭語：Грекопавлівка）是位於烏克蘭中部的村莊，由波爾塔瓦州波爾塔瓦區的新桑扎里市鎮負責管轄。該村距離切列德尼基1公里和格爾格利0.5公里，面積1.177平方公里，海拔高度81米，2001年人口70。

## 畫廊

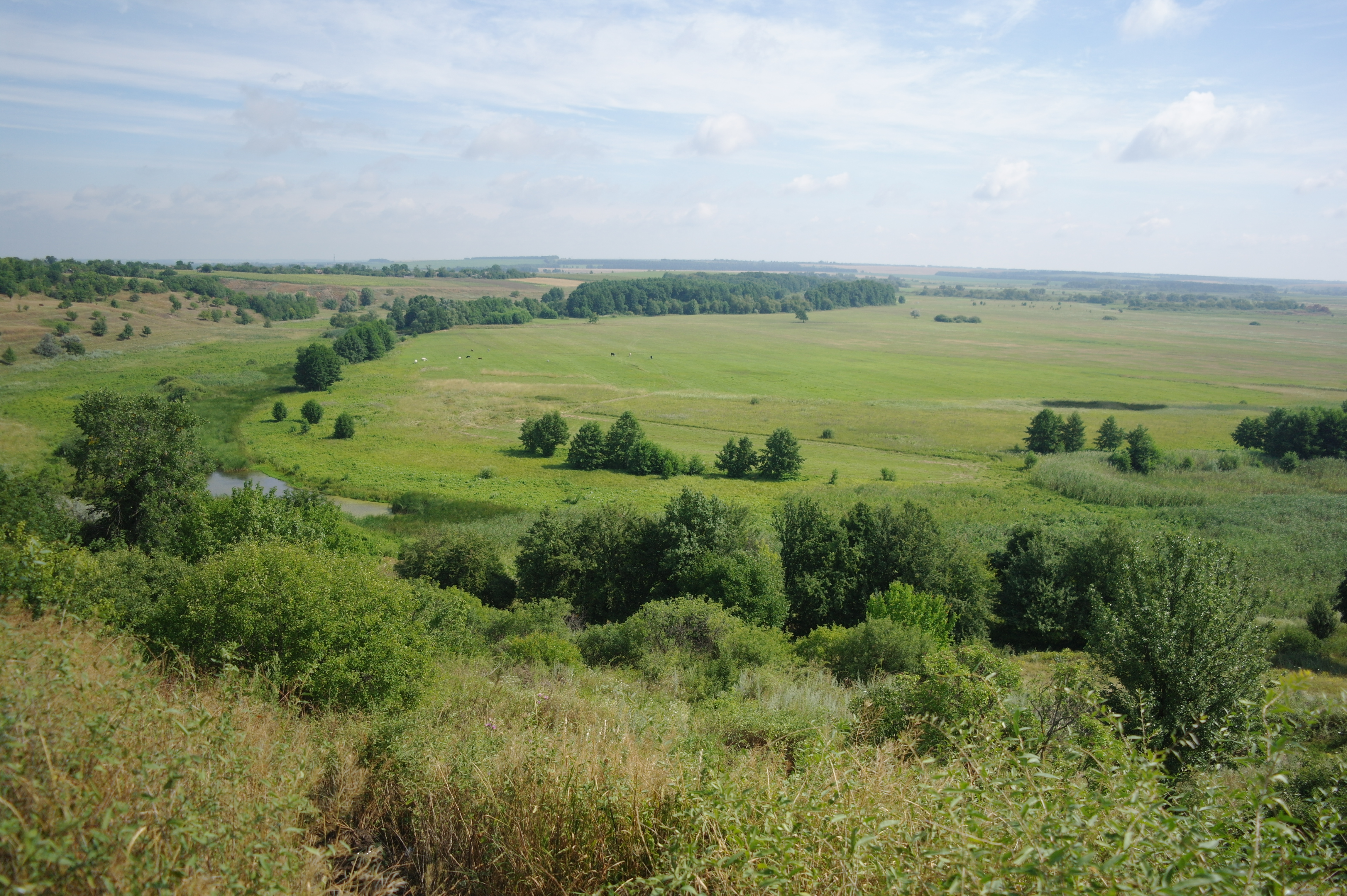
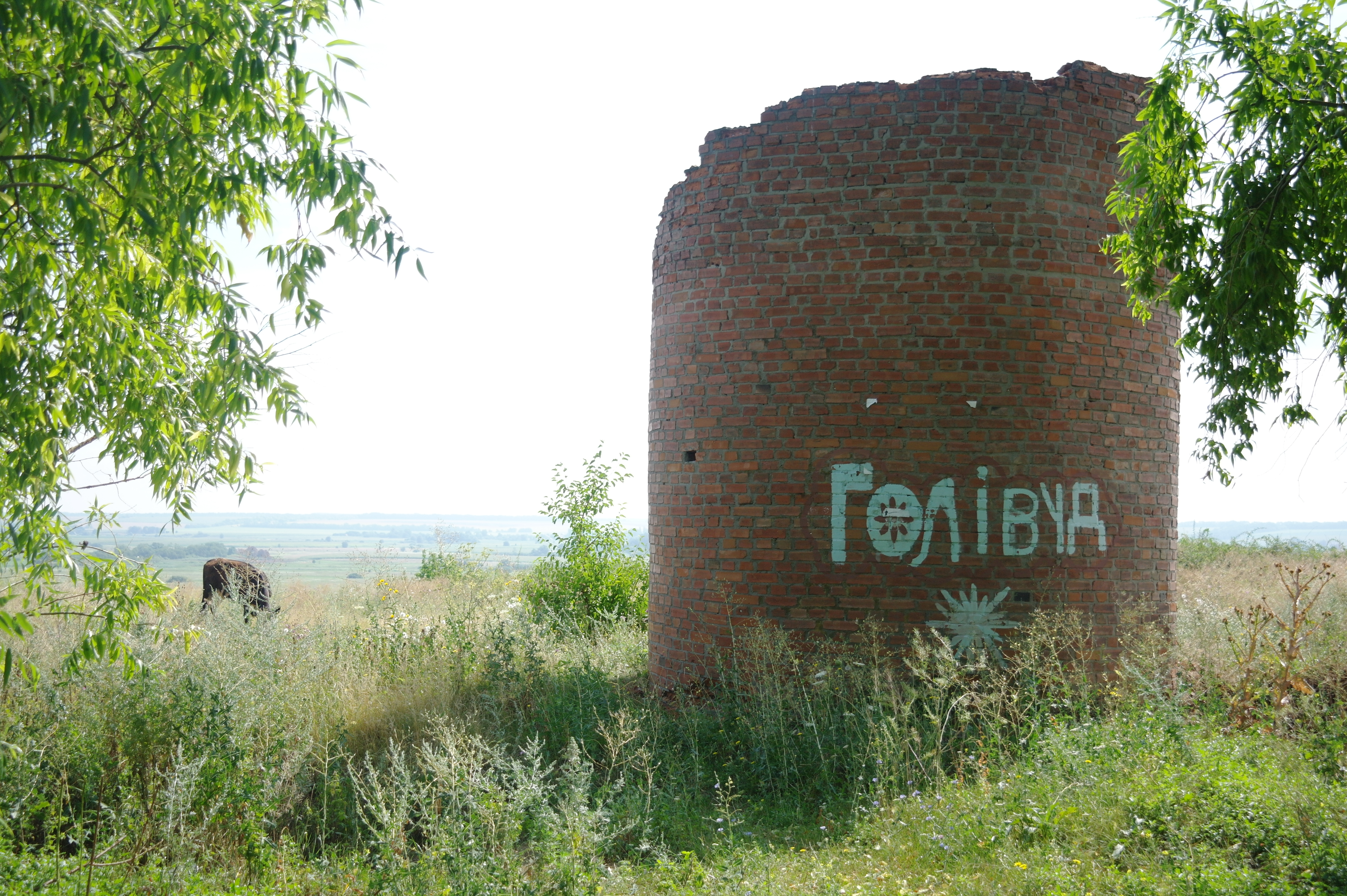
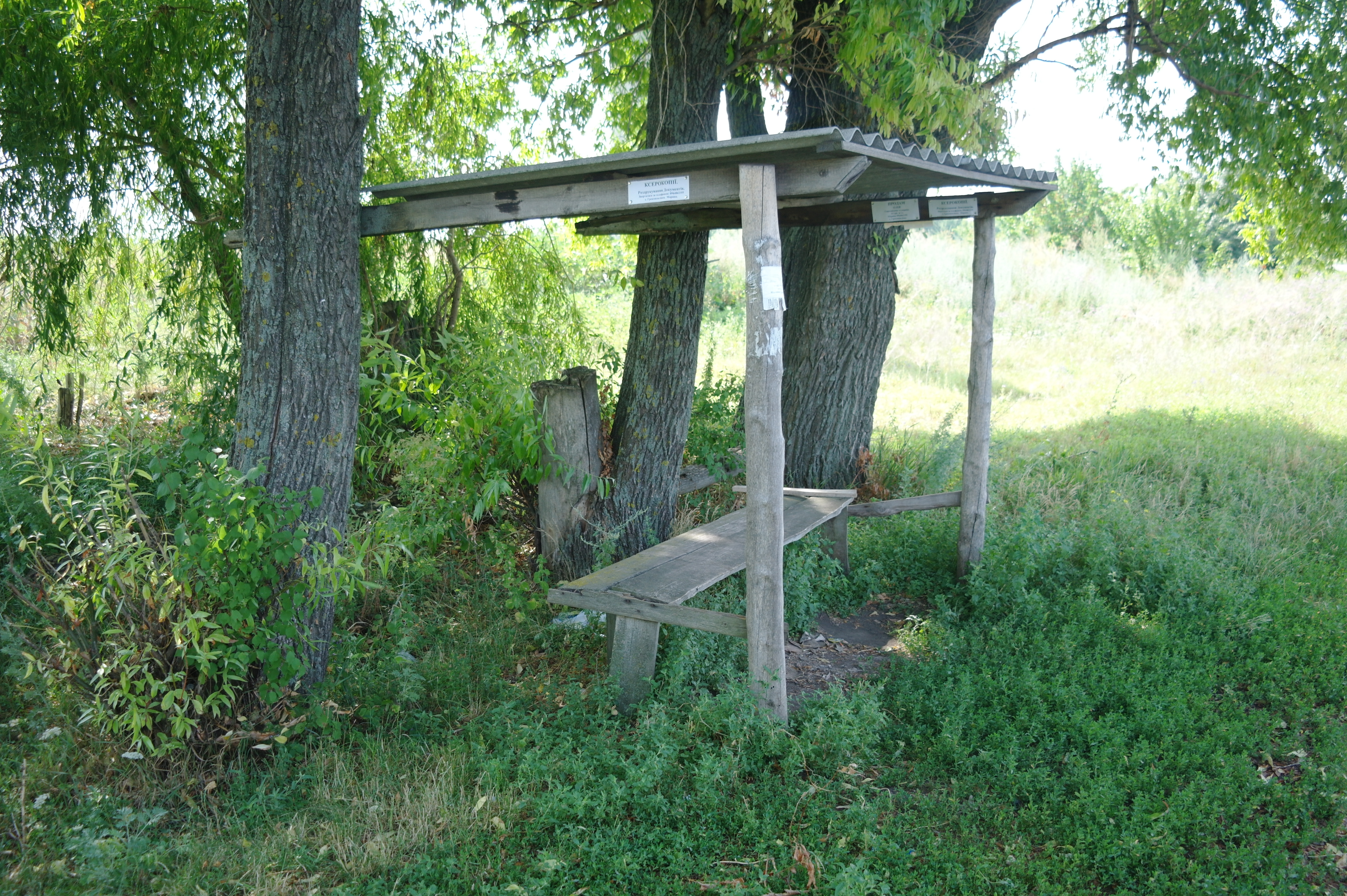
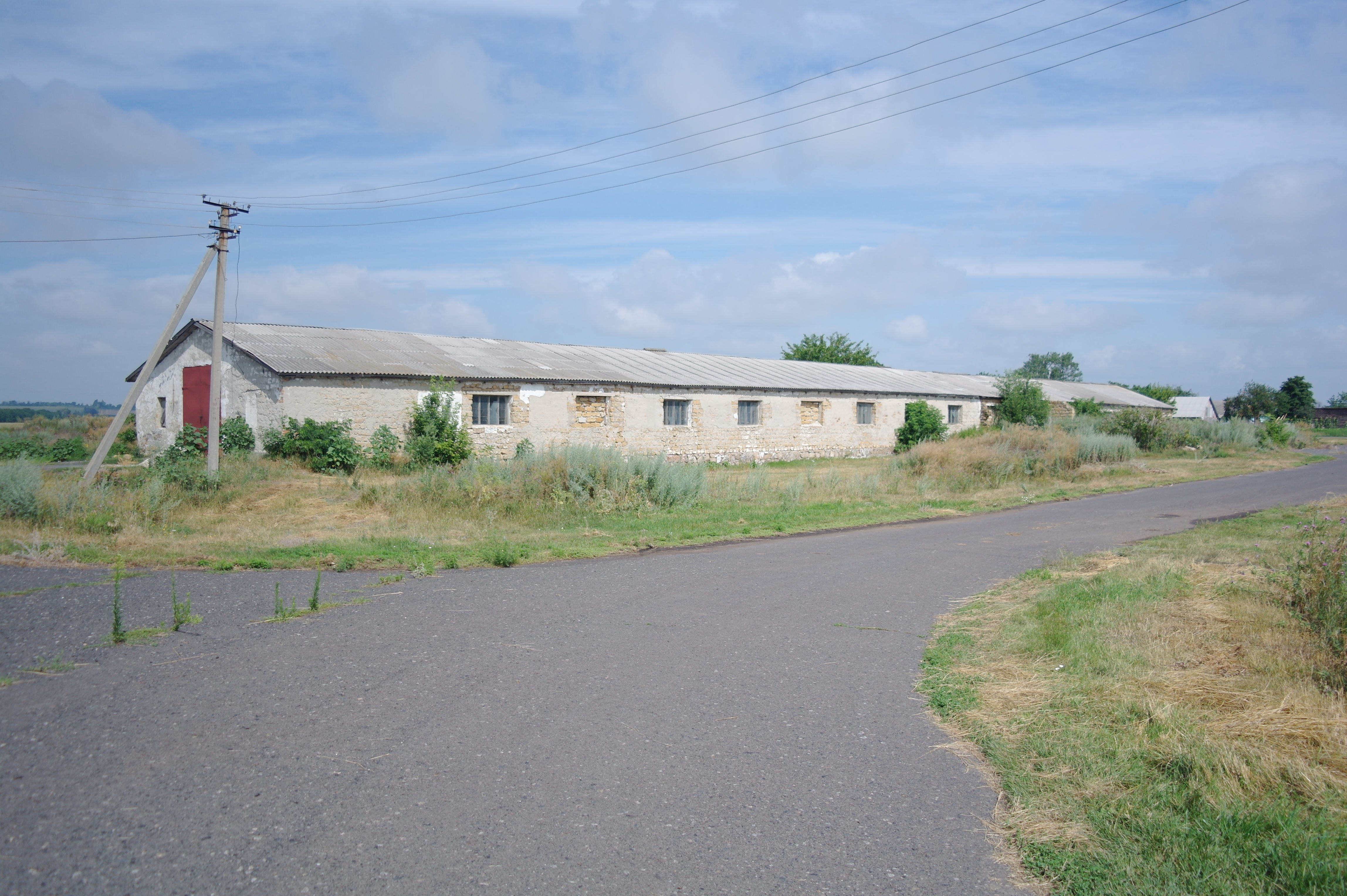
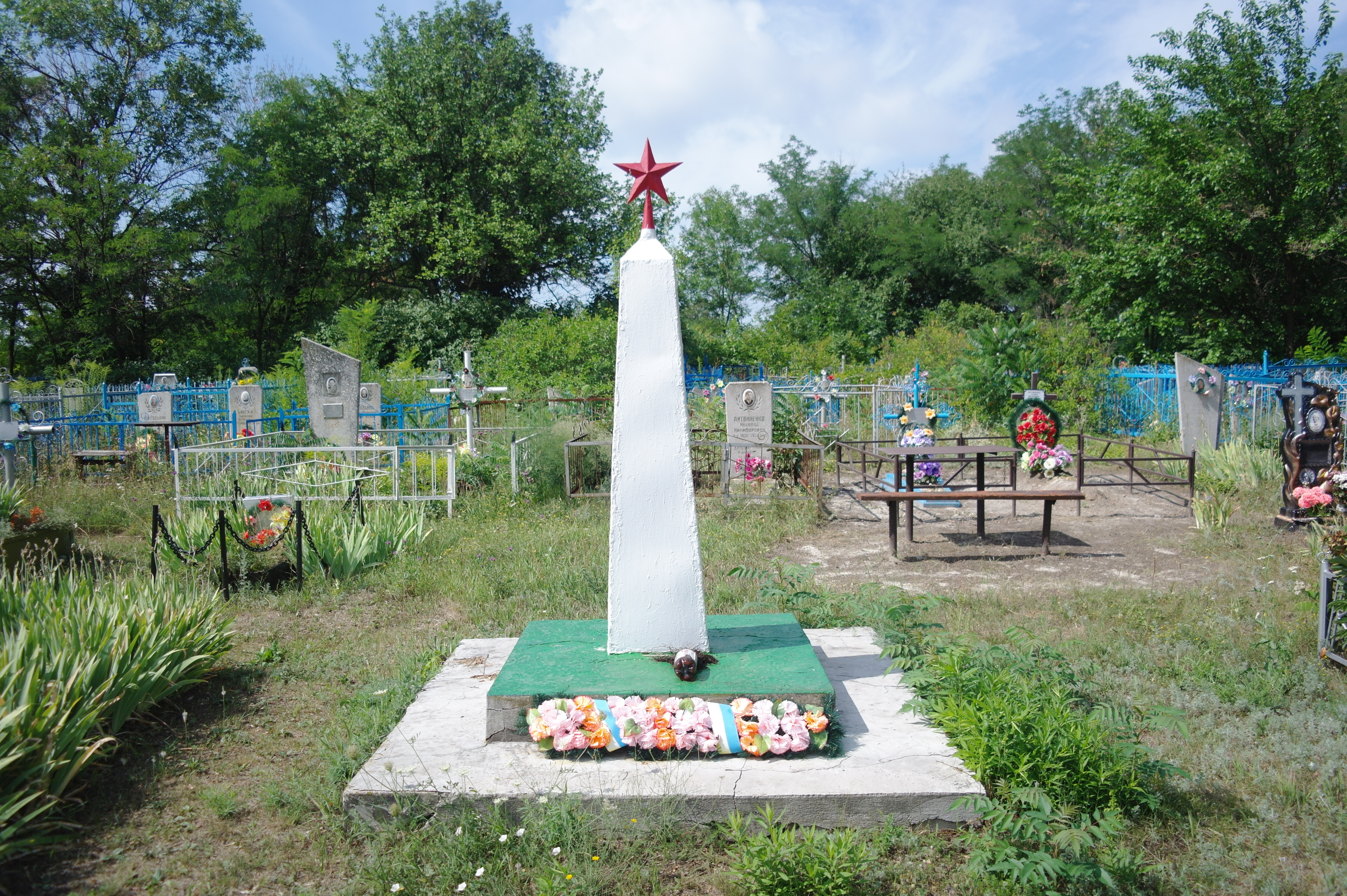
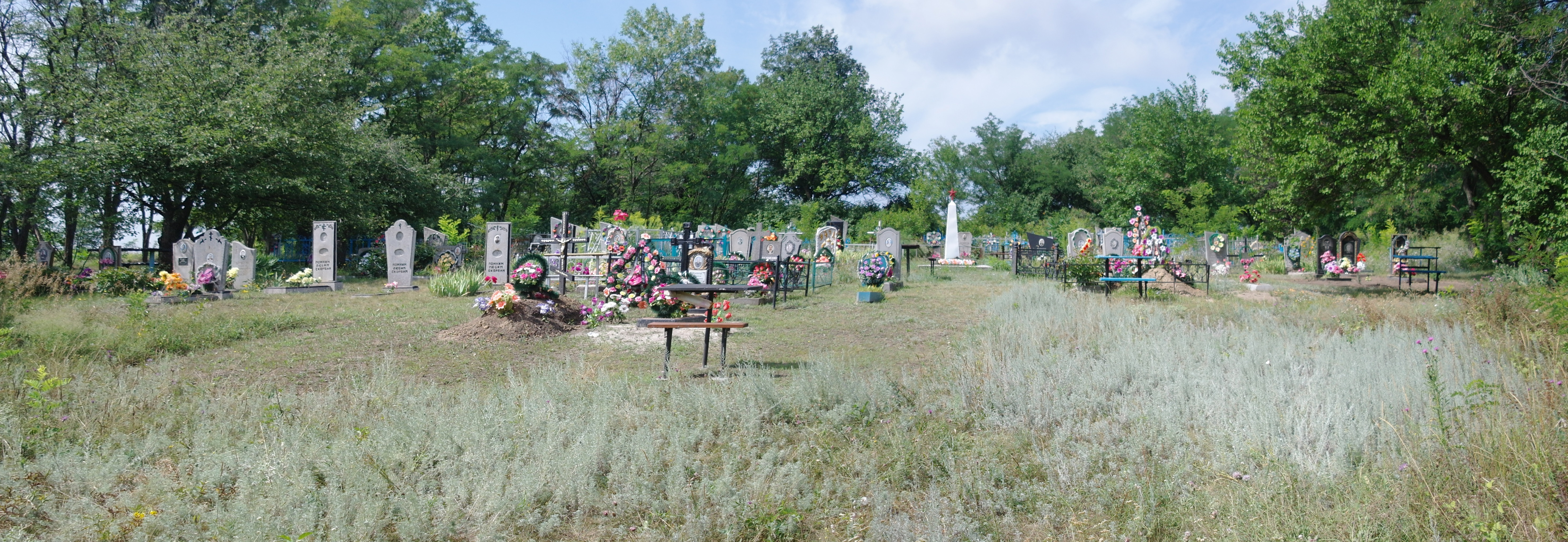